# Keilbachia tenerrima
Keilbachia tenerrima är en tvåvingeart som beskrevs av Menzel 1995. Keilbachia tenerrima ingår i släktet Keilbachia och familjen sorgmyggor.
Artens utbredningsområde är Nepal. Inga underarter finns listade i Catalogue of Life.